# Anna Chavepayre
Anna Chavepayre är en svensk-fransk arkitekt.
Anna Chavepayre grundade 2007 arkitekt- och landskapsarkitektbyrån Collectif Encore i Labastide-Villefranche i Frankrike.

Ateljéhus Hamra fick Kasper Salinpriset 2018. För samma hus har Anna Chavepayre också fått "Svenska fönsterpriset" 2018.

Anna Chavepayre har arbetat på Rem Koolhaas arkitektkontor i Rotterdam i Nederländerna och på Atélier Jean Nouvel i Paris i Frankrike. Hon har varit lärare på Arkitekturhögskolan KTH och Kungliga Konsthögskolans arkitektlinje i Stockholm.